# Nubul al-Chatib
Nubul al-Chatib (arab. نبل الخطيب) – miejscowość w Syrii, w muhafazie Hama. W 2004 roku liczyła 2381 mieszkańców.